# Tribulopis pentandra
Tribulopis pentandra är en pockenholtsväxtart som beskrevs av Robert Brown. Tribulopis pentandra ingår i släktet Tribulopis och familjen pockenholtsväxter. Inga underarter finns listade i Catalogue of Life.